# 50 Leonis Minoris
50 Leonis Minoris är en orange stjärna i Lilla lejonets stjärnbild.
50 Leonis Minoris har visuell magnitud +6,35 och är knappt synlig för blotta ögat ens vid mycket god seeing. Den befinner sig på ett avstånd av ungefär 255 ljusår.